# Ángel Lozano
Ángel Lozano Álvarez (Madrid, 9 gennaio 1922 – Madrid, 16 giugno 1990) è stato un cestista spagnolo.

## Carriera
Con la Spagna ha disputato i Campionati mondiali del 1950.

## Palmarès
- Copa del Rey: 2

Real Madrid: 1951, 1952